# Campionati europei juniores di skeleton 2019
I Campionati europei juniores di skeleton 2019 sono stati seconda edizione della rassegna europea juniores, manifestazione organizzata dalla Federazione Internazionale di Bob e Skeleton. Si sono disputati il 26 gennaio 2019 a Sigulda, in Lettonia, sulla pista pista omonima. Sono stati assegnati i titoli nelle discipline del singolo femminile e maschile alle atlete e agli atleti che non avevano superato i 23 anni di età al 31 marzo 2019.
A partire da questa seconda edizione il campionato si disputò in un unico appuntamento, nel formato gara nella gara, in concomitanza con l'ultima tappa della Coppa Europa 2018/2019 e le relative graduatorie vennero estratte dalla suddetta gara di Coppa Europa. 

## Risultati

### Singolo donne
La gara è stata disputata il 26 gennaio 2019 nell'arco di due manches e hanno preso parte alla competizione 10 atlete in rappresentanza di 4 differenti nazioni.
| Pos. | Atlete           | Nazione  | Tempo   | Distacco |
| ---- | ---------------- | -------- | ------- | -------- |
|      | Julija Kanakina  | Russia   | 1'44"44 |          |
|      | Agathe Bessard   | Francia  | 1'46"09 | +1"65    |
|      | Dārta Zunte      | Lettonia | 1'46"57 | +2"13    |
| 4    | Endija Tērauda   | Lettonia | 1'46"65 | +2"21    |
| 5    | Marija Surovceva | Russia   | 1'46"75 | +2"31    |

### Singolo  uomini
La gara è stata disputata il 26 gennaio 2019 nell'arco di due manches e hanno preso parte alla competizione 17 atleti in rappresentanza di 9 differenti nazioni.
| Pos. | Atleti            | Nazione  | Tempo   | Distacco |
| ---- | ----------------- | -------- | ------- | -------- |
|      | Evgenij Rukosuev  | Russia   | 1'41"74 |          |
|      | Vladislav Semenov | Russia   | 1'41"83 | +0"09    |
|      | Krists Netlaus    | Lettonia | 1'41"93 | +0"19    |
| 4    | Fabian Küchler    | Germania | 1'42"88 | +1"14    |
| 5    | Mārtiņš Muižnieks | Lettonia | 1'42"99 | +1"25    |

## Medagliere
| Pos.   | Nazione  | Oro | Argento | Bronzo | Totale |
| ------ | -------- | --- | ------- | ------ | ------ |
| 1      | Russia   | 2   | 1       | 0      | 3      |
| 2      | Francia  | 0   | 1       | 0      | 1      |
| 3      | Lettonia | 0   | 0       | 2      | 2      |
| Totale | Totale   | 2   | 2       | 2      | 6      |